# 朮虎高琪
朮虎高琪（—1219年），或朮虎高乞，是金朝大臣，女真人，金西北路猛安人。

## 生平簡略
大定二十七年（1187年）充护卫。，转十人长，出为河间都总管判官，历任建州刺史、同知临洮府事等职。
泰和六年（1206年），与彰化军节度副使把回海戍巩州（今甘肃陇西）诸镇，破来犯宋兵。同年十二月，为封册使，封宋降将吴曦为蜀国王，以功加都统，号平南虎威将军。次年五月，于秦州（今甘肃天水）大破宋将李孝义军。
大安三年（1211年）蒙古军入关，蒙古前军至中都（今北京），时任泰州刺史的朮虎高琪率军入卫中都，升为元帅右都监。
贞祐元年（1213年），因屡战屡败又恐為当时金国的权臣纥石烈执中所杀，乃先发制人发动政变，杀了纥石烈执中。金宣宗赦免了朮虎高琪，并任命他为左副元帅，拜平章政事，任以国政。
四年（1216年）升为尚书右丞相。他对宋主战，力劝宣宗伐宋，以广疆土，引起宋、金间连年冲突。其不喜士大夫，稍有罪责便加以惩处，曾加杖刑于赵秉文。兴定三年（1219年）为宣宗诛杀，秉文称其「君臣分严，无将之罪莫大，夫妇义重，不睦之刑何逃？曾是一身，兼此两恶」。

## 传记文献
- 《金史》卷一百六·列传第四十四
- 《归潜志》卷八

## 延伸阅读
[在维基数据编辑]
 《金史·卷106》，出自脱脱《遼史》